# Mîkolaiivka, Smila
Mîkolaiivka (în ucraineană Миколаївка) este un sat în comuna Mala Smileanka din raionul Smila, regiunea Cerkasî, Ucraina.

## Demografie
Componența lingvistică a localității Mîkolaiivka
     Ucraineană (94,4%)
     Rusă (4,96%)
     Alte limbi (0,16%)
Conform recensământului din 2001, majoritatea populației localității Mîkolaiivka era vorbitoare de ucraineană (94,4%), existând în minoritate și vorbitori de rusă (4,96%).